# غوردون إيكن
غوردون إيكن هو سياسي كندي، ولد في 26 سبتمبر 1918 في Huron-Kinloss ‏ في كندا، وتوفي في 12 فبراير 2000. نشط حزبياً في الحزب الكندي التقدمي المحافظ. وقد انتخب عضو مجلس العموم الكندي.